# Събота вечер
„Събота вечер“ (на английски: Saturday Night) е американска биографична трагикомедия от 2024 г. на режисьора Джейсън Райтман за премиерата на „Събота вечер“ по Ен Би Си през 1975 г., който е известен в момента като „На живо в събота вечер“.
Сценарият е на Рейтман и Гил Кенън, които са копродуценти с Джейсън Блъмфийлд и Питър Райс. Във филма участват Габриел Лабел, Рейчъл Сенът, Кори Майкъл Смит, Ела Хънт, Дилън О'Брайън, Емили Феърн, Мат Ууд, Ламорн Морис, Ким Матула, Фин Улфхард, Никълъс Браун, Купър Хофман, Андрю Барт Фелдман, Кая Гербер, Томи Дюи, Уилям Дефо, Матю Рис и Джей Кей Симънс.
Световната премиера на филма се състои в 51-вия филмов фестивал на Телюрайд на 31 август 2024 г., и е пуснат като ограничено издание в Съединените щати на 27 септември 2024 г., преди изданието му по кината на 11 октомври 2024 г. в разпространение от „Сони Пикчърс Релийзинг“ по случай 49-тата годишнина от премиерата на шоуто по време на 50-тия му сезон.

## Актьорски състав
- Габриел Лабел – Лорни Майкълс
- Рейчъл Сенът – Роузи Шустър
- Кори Майкъл Смит – Чеви Чейс
- Ела Хънт – Гилда Раднър
- Дилън О'Брайън – Дан Акройд
- Емили Фърн – Лорейн Нюман
- Мат Ууд – Джон Белуши
- Ламорн Морис – Гарет Морис
- Ким Матула – Джейн Къртин
- Фин Улфхард – човек на Ен Би Си
- Никълъс Браун – Анди Кауфман и Джим Хенсън
- Купър Хофман – Дик Еберсол
- Кая Гърбър – Жаклин Карлин
- Андрю Барт Фелдман – Нийл Леви
- Томи Дюи – Майкъл О'Донахю
- Уилям Дефо – Дейвид Тебет
- Матю Райс – Джордж Карлин
- Джей Кей Симънс – Милтън Бърли
- Джон Батист – Били Престън
- Наоми МакФерсън – Джанис Иън
- Тейлър Грей – Ал Франкен
- Макейб Грег – Том Дейвис
- Никълъс Подани – Били Кристъл
- Били Блик – Карл
- Елън Босков – госпожа Кауфман
- Трейси Летс – Хърб Сарджент
- Катрин Къртин – Джоан Карбънкъл
- Роуън Джоузеф – Джим Фокс
- Лиандър Сюлейман – Ан Бийтс
- Пол Ръст – Пол Шофър
- Робърт Ул – Дейв Уилсън
- Корийн Брити – Валри Бромфийлд[6]
- Кристи Удуард – Одри Дикман[6]